# Dalberg, Bad Kreuznach
Dalberg là một đô thị thuộc huyện Bad Kreuznach trong bang Rheinland-Pfalz, phía tây nước Đức. Đô thị Dalberg, Bad Kreuznach có diện tích 2,3 km², dân số thời điểm ngày 31 tháng 12 năm 2006 là 265 người.